# Theilheim (Waigolshausen)

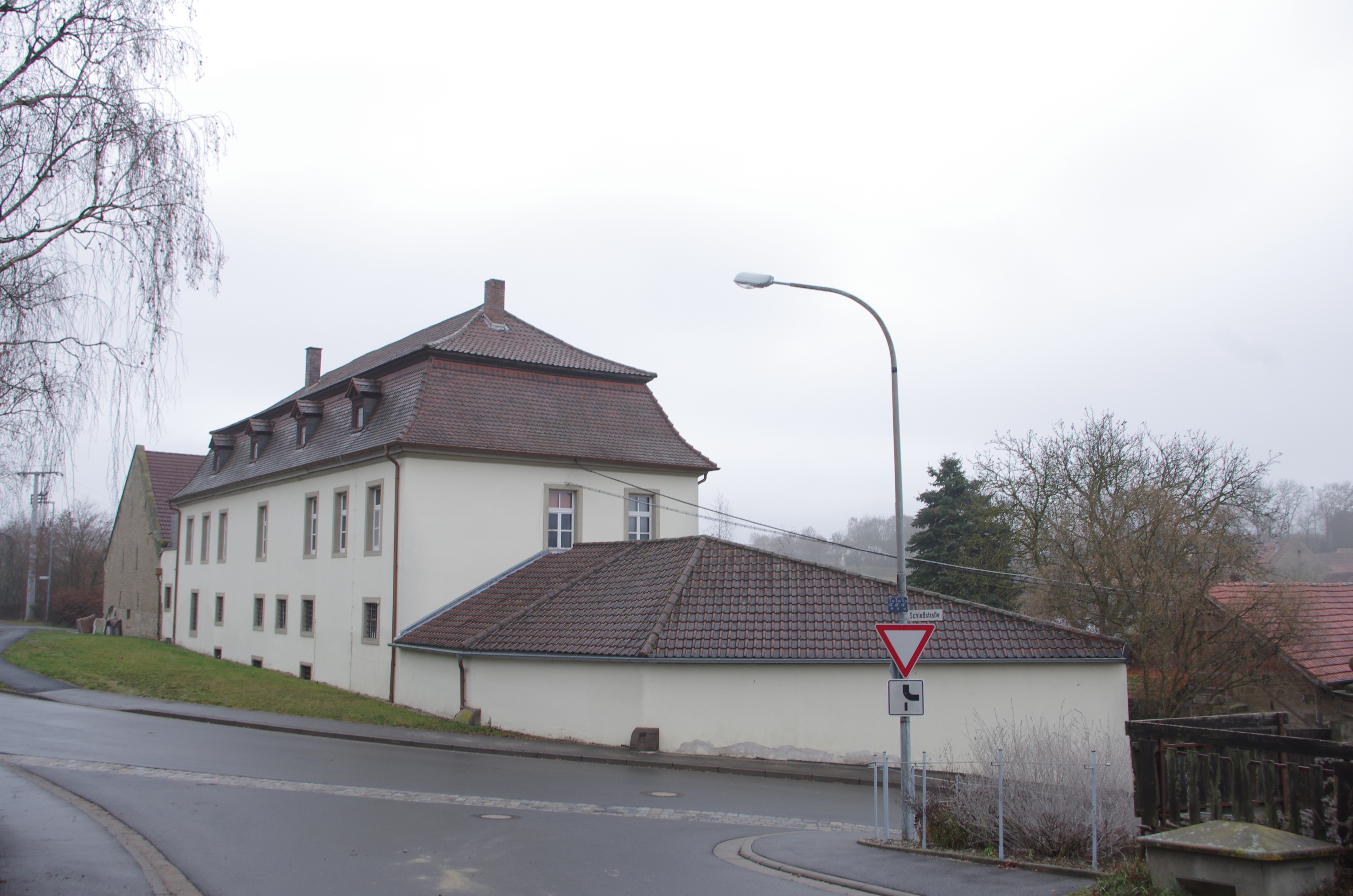
Ehemaliges Schloss

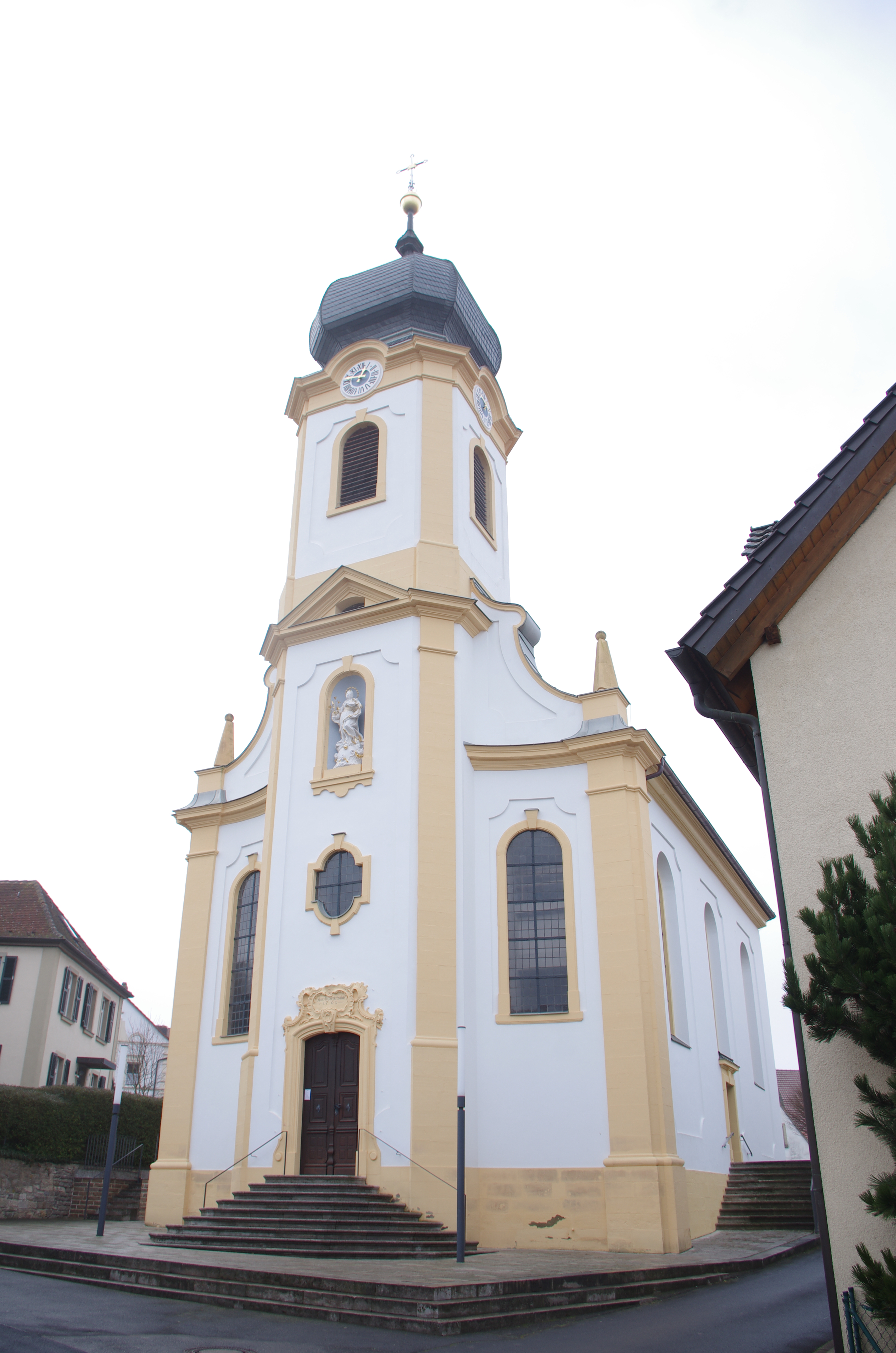
Kuratiekirche Allerheiligen

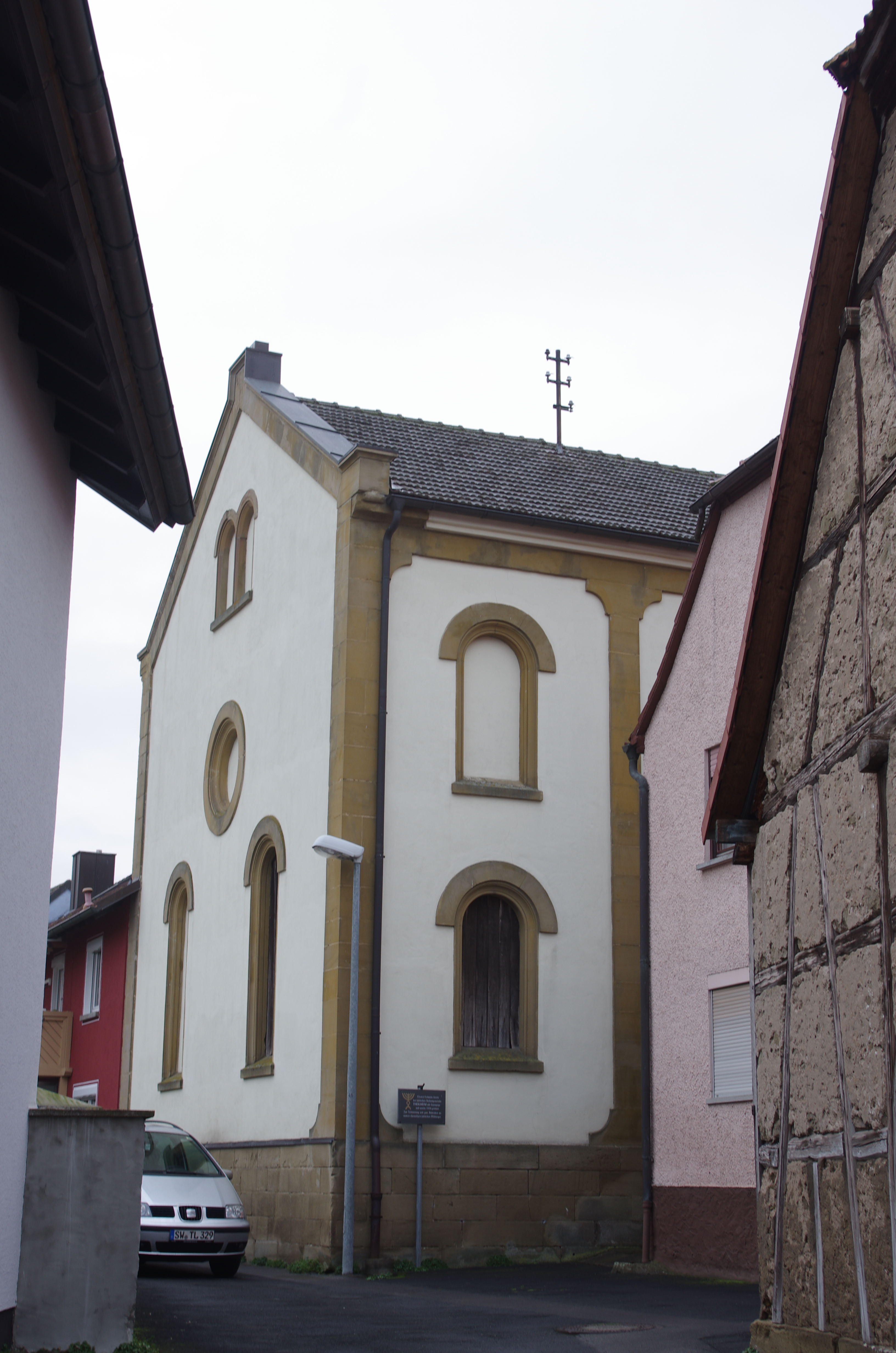
Ehemalige Synagoge

Theilheim ist ein Gemeindeteil der Gemeinde Waigolshausen im unterfränkischen Landkreis Schweinfurt in Bayern.

## Geographische Lage
Das Kirchdorf liegt in einer von regelmäßigen Höhen umgebenen Senke in der Nähe des Flusses Main zwischen den Städten Würzburg und Schweinfurt. In der Theilheimer Gemarkung liegt Dächheim.

## Geschichte
Theilheim wurde um 600 während der Fränkischen Landnahme gegründet. Sein Name stammt wahrscheinlich von einem fränkischen Edlen namens Tailo oder Tagilo ab. Er könnte aber auch von der Lage Theilheims, also Heim im Tal stammen. Verschiedene Schreibweisen des Ortsnamens sind dokumentiert:
- „Telehen“ (1094)
- „Taleheim“ (1148, 1167, 1203)
- „Telheim“ (1300, 1313)
- „Deilheim“ (1337)
- „Klein Thelheim“ (1402)
- „Teylheim“ (1430)

Die erste urkundliche Erwähnung erfolgte am 2. September 1094 in einer Schenkungsurkunde des Pfalzgrafs Botho von Kärnten an das Kloster Theres.
Am 1. Mai 1978 wurde Theilheim in die Gemeinde Waigolshausen eingegliedert.

### Wichtige Jahreszahlen aus der Geschichte Theilheims
- 1094: Erste urkundliche Erwähnung (Schenkungsurkunde)
- 1165: Das Dorf wurde ein Erbobleihgut des Domkapitels von Würzburg
- 1477: Erbauung der ersten Kirche und Anlage des Friedhofs.
- 1492: Erste Erwähnung jüdischer Bürger in Theilheim
- 1672–1780: Dorfherren waren die Freiherrn von Erthal
- 1737: Der Erthalbrunnen wurde gebaut
- 1738: Die Zehntscheune wurde gebaut
- 1743: Freiherr Karl Heinrich von und zu Erthal baute das Herrschaftshaus (Schloss)
- 1760: Erbauung der jetzigen Barockkirche durch den Balthasar Neumann Schüler Joh. Michael Fischer
- 1787: Erbauung des Rathauses
- 1802: Ende der Obleih-Dorfherrschaft
- 1804: Anlage des neuen Friedhofs (Richtung Dächheim)
- 1810: Das Schloss wurde verkauft. (Mendel Rosenbaum, Luftfahrtkonstrukteur Leppich u. a.)
- 1872: Bau der Synagoge
- 1879: Erbauung des Schulsaales der „Großen Schule“
- 1909: Erbauung des Schulsaales der „Kleinen Schule“
- 1910: Errichtung des Kriegerdenkmales für den Deutsch-Französischen Krieg von 1870/71
- 1911: Pflanzung der Luitpoldlinde
- 1921: Einrichtung des elektrischen Lichtes
- 1929: Bau des ersten Kindergartens
- 1937: Bau der Wasserleitung
- 1938: Zerstörung der Synagoge durch auswärtige SA-Leute
- 1942–43: Jüdische Einwohner wurden nach Polen verschleppt und umgebracht
- 1945: Amerikaner beschossen Theilheim und nahmen es ein
- 1947–1953: Durchführung der Flurbereinigung
- 1955: Errichtung des Kriegerdenkmals für den Zweiten Weltkrieg
- 1964: Bau der Kanalisation und der Kläranlage
- 1966: Ausbau der Dorfstraßen
- 1968: Gründung des Schulverbandes Schwanfeld
- 1976: Bau des Feuerwehrhauses und des Leichenhauses
- 1978: Theilheim wurde mit Waigolshausen und Hergolshausen zur neuen Gemeinde Waigolshausen zusammengelegt
- 1982: Erweiterung des Friedhofs
- 1980–1985: Bau des neuen Sportplatzes und Sportheimes
- 1992: Einweihung des neuen Kindergartens
- 1994: 900-Jahrfeier
- 1996: Bau der neuen Kläranlage
- 2018: Generalsanierung der „Kleinen Schule“, jetzt Musik- und Sängerheim
- 2022: Errichtung eines Denkmals zum Andenken an die Deportation der Theilheimer Juden

## Besondere Bauwerke

### Kirche
Die erste Kirche in Theilheim wurde 1477 geweiht. Sie war 16 Meter lang und 6 Meter breit und allen Heiligen geweiht.
1612 wurde ein Echterturm errichtet. Der letzte Gottesdienst vor dem Abbruch der alten Kirche wurde am 11. April 1758 gehalten.
Die neue Kirche ist im Stil des Rokoko errichtet. Die Grundsteinlegung erfolgte am 27. April 1758 nach den Plänen von Johann Michael Fischer (Baumeister) aus der Schule des Baumeisters Balthasar Neumann. Der Taufstein von 1600 stammt aus der alten Kirche.

### Schloss
Das Theilheimer Schloss wurde im Jahre 1741 durch Karl Heinrich Freiherr von Erthal errichtet. Nach der Säkularisation von 1802 wechselten die Besitzer des Schlosses mehrfach.

### Synagoge
Der Bau der ersten Synagoge wurde 1732 genehmigt. Die neue Synagoge wurde um 1850 errichtet. Sie fiel während der Reichspogromnacht 1938 einer Brandstiftung zum Opfer. Dabei wurden das Gebäudeinnere, sieben Thorarollen sowie das gesamte Archiv der jüdischen Gemeinde zerstört.

## Weinbau
Theilheim ist heute Weinbauort im Anbaugebiet Franken. Eine Weinlage existiert um das Dorf, der Wein wird seit den 1970er Jahren zusammen mit Hergolshausen unter dem Namen Theilheimer Mainleite vermarktet. Theilheim ist Teil des Bereichs Volkacher Mainschleife, bis 2017 waren die Winzer im Bereich Maindreieck zusammengefasst. Die Muschelkalkböden um Theilheim eignen sich ebenso für den Anbau von Wein, wie die Lage in der Maingauklimazone, die zu den wärmsten Deutschlands gehört.
Bereits seit dem Frühmittelalter betreiben die Menschen um Theilheim Weinbau. Die fränkischen Siedler brachten wohl im 7. Jahrhundert die Rebe mit an den Main. Im Mittelalter gehörte die Region zum größten zusammenhängenden Weinbaugebiet im Heiligen Römischen Reich. Die Menschen betrieben zumeist Nebenerwerbsweinbau zur Selbstversorgung, gleichzeitig bildeten sich bereits Exportzentren insbesondere entlang des Maines heraus. Theilheim gehörte in dieser Zeit zu den größeren Weinorten, viele Urkunden belegen die Verbundenheit mit dem Weinbau.
Der Weinbau erlebte nach der Säkularisation zu Beginn des 19. Jahrhunderts einen umfassenden Niedergang. Vor allem klimatisch weniger begünstige Lagen gab man vollständig auf. Zusätzlich erschwerte das Aufkommen von Schädlingen wie der Reblaus den Anbau. Konsolidieren konnte sich die Weinbauregion Franken erst wieder in der zweiten Hälfte des 20. Jahrhunderts. Der Einsatz von Düngern und verbesserte Anbaumethoden hatten dazu ebenso beigetragen wie die Organisation in Genossenschaften und die Flurbereinigung der 1970er Jahre. Heute bewirtschaften drei Theilheimer Winzer die Weinberge.
| Weinlage  | Größe 1993 | Größe 2017 | Himmelsrichtung | Hangneigung | Hauptrebsorten          | Großlage            |
| --------- | ---------- | ---------- | --------------- | ----------- | ----------------------- | ------------------- |
| Mainleite | 18 ha      | 13 ha      | Süden, Südosten | 15–30 %     | Bacchus, Müller-Thurgau | Volkacher Kirchberg |

## Persönlichkeiten
- Mendel Rosenbaum (1782–1868) war ein Rabbiner und Wortführer der bayerischen Juden.